# Acartia eremeevi
Acartia eremeevi is een eenoogkreeftjessoort uit de familie van de Acartiidae. De wetenschappelijke naam van de soort is voor het eerst geldig gepubliceerd in 2010 door Pavlova & Shmeleva.